# Линих
Линих (на немски: Linnich) е град в Германия, провинция Северен Рейн-Вестфалия, регион Кьолн, окръг Дюрен. Има население от 13 654 души. Заема площ от 65.46 км2. Официалният код на селището е 05 3 58 036. Линих се разделя на 13 градски района.

## Известни личности, родени в Линих
- Кристиан Йозеф Мацерат (1815-1876)
- Хайнрих Вейц (1890-1962)
- Ханс Брюкман (1897-1979)
- Вилхелм Корфмахер (1878-1860)
- Вилхелм Вилмс (* 1949)
- Клаус Вюбенхорст (* 1956)
- Марк Бреуер (* 1968)
- Елке Винкенс (* 1970)